# Casa Pinyol
|  | Per a altres significats, vegeu «Casa Pinyol (Roquetes)». |

La Casa Pinyol és un edifici modernista de l'arquitecte Pere Caselles i Tarrats de la ciutat de Reus, Baix Camp. L'edifici està situat a la plaça del Mercadal i fa cantonada amb el carrer de les Galanes. Popularment se la coneix com a Cal Pinyol. La Casa Pinyol va ser projectada l'any 1910.

## Arquitectura
És un edifici cantoner de planta baixa i tres pisos. La planta baixa està dedicada a comerços. La façana s'organitza simètricament seguint tres eixos verticals. Al pis principal, el balcó corregut estableix una continuïtat entre les dues façanes, mentre que als altres pisos es disposen diferents buits i balcons formant simetria axial. La decoració es concentra als emmarcaments dels balcons, i especialment al coronament de l'edifici on es reprodueix un esquema decoratiu de formes arquitectòniques de grans proporcions, acompanyades d'ornamentacions florals i amb una zona central oval amb les inicials del propietari, T.P., que singularitzen l'edifici.
La façana de la planta baixa ha estat reformada i alterada en la seva totalitat per aplacar granit polit i modificar els buits primitius. Apareixen elements decoratius de caràcter modernista en el frontó, en les llindes i en les cornises de la façana. A l'interior, hi ha diversos paraments de decoració en els sostres, la fusteria, el paviment i els enrajolats. Les baranes dels balcons són de ferro forjat de secció bombada i el de la planta principal és un balcó corregut que fa de nexe d'unió de les façanes que donen als dos carrers. És interessant la porta de fusta de l'escala de veïns, de doble batent, decorada amb un treball senzill i interessant de dibuixos florals modernistes. El vestíbul de l'entrada conserva un arrimador ceràmic modernista.

## Història
El comerciant Tomàs Piñol, que va ser soci fundador de la "Sociedad Manicomio de Reus", promotora de l'Institut Pere Mata, va encarregar a Pere Caselles, el 1910, la reforma d'una casa a la plaça del Mercadal com a habitatge. L'encoixinat de pedra que es conserva en part a la planta baixa de la façana en el nou edifici, era de l'antiga casa existent.